# Police Quest: In Pursuit of the Death Angel
Police Quest: In Pursuit of the Death Angel is een avonturenspel ontworpen door Jim Walls en ontwikkeld en gedistribueerd door Sierra On-Line. Het spel kwam oorspronkelijk uit in 1987 en werd gemaakt met Sierra's interne ontwikkeltool AGI. Het spel werd in 1992 herontwikkeld met de SCI-engine. Daardoor gebruikte deze remake een 256-kleuren VGA kleurenpalet en een verbeterde soundtrack. Ook werd de command-line interface, waarbij de gebruiker alle commando's via het toetsenbord diende in te geven, vervangen door point and click.
Het spel is het eerste uit de Police Quest-franchise. Dit deel kreeg nog twee rechtstreekse vervolgen. De daaropvolgende spellen richten zich tot andere hoofdpersonages.

## Spelbesturing
Police Quest: In Pursuit of The Death Angel is een avonturenspel waarbij de speler het hoofdpersonage opdrachten moet geven om puzzels op te lossen. Daarbij dient er een inventaris aangemaakt te worden met voorwerpen die her en der te vinden zijn. In de oorspronkelijke versie diende de gebruiker alle commando's in te geven via het toetsenbord. In de latere remake werd het spel volledig bestuurbaar met de muis.
Zoals de meeste avonturenspellen uit die tijd kan het hoofdpersonage sterven waardoor het spel is afgelopen. Police Quest maakt gebruikt van enkele procedures die (destijds) dienden toegepast te worden door Amerikaanse agenten. Indien de correcte procedure niet wordt gebruikt, verliest de speler enkele punten of is het spel afgelopen. Zo dient de speler het hoofdpersonage op zeker ogenblik zijn dienstwapen eerst weg te steken in zijn holster wanneer hij een gevangene handboeien wil aandoen. Doet hij dit niet, dan zal de gevangene het wapen afpakken en het hoofdpersonage neerschieten.

## Verhaal
De speler bestuurt het personage Sonny Bonds, een verkeersagent in het fictieve stadje Lytton. Op een zekere dag meldt sergeant Dooley tijdens de ochtendbriefing dat er steeds meer tieners worden opgepakt die cocaïne hebben gesnoven. Ook werd er een zwarte Cadillac gestolen. Dooley geeft de eenheid opdracht om uit te kijken naar deze Cadillac.
Bonds wordt tijdens zijn shift naar een verkeersongeval gestuurd. Daar ontdekt hij dat de bestuurder de drugsdealer Lonny West is. Hij heeft een kogel in zijn hoofd wat insinueert dat het niet over een banaal ongeval gaat, maar wel over moord. Daarom wordt Bonds, als verkeersagent, van het onderzoek afgehaald. Bonds gaat terug het verkeer regelen en dient nog een snelheidsboete uit te schrijven, een ruzie tussen fietsers en een taverne-eigenaar op te lossen en een dronken chauffeur te arresteren. Na zijn shift gaat hij naar café "The Blue Room" waar hij zijn vriend en collega Jack Cobb ontmoet. Blijkbaar heeft Jack zijn dochter ook een drugprobleem.
Tijdens zijn volgende shift houdt Bonds een Cadillac tegen. Al snel blijkt dat de auto werd overspoten met een lichtblauwe verf en dat dit wel degelijk de gestolen auto is. Uit verder onderzoek concludeert Bonds dat een zekere Taselli iets te maken heeft met de moord op Lonny West. Omwille van Bonds' goede werk wordt hij overgeplaatst naar de drugseenheid. Bonds ontdekt dat het drugsprobleem in de stad wordt veroorzaakt door de bende "The Death Angel" met aan het hoofd Jessie Bains. Jessie blijkt ook illegale gokspelen te organiseren in hotel Delphoria.
Bonds gaat undercover en infiltreert met hulp van prostituee Marie Wilkins, een voormalige schoolvriendin. Zo neemt hij deel aan het illegale kaartspel en wordt hij later overgebracht naar Jessie zijn kamer. Daarop roept Bonds zijn collega op die Bains neerschiet.